# Мвамбутса IV
Мвамбутса IV Бангириченге (1912 — 26 апреля 1977, Женева) — король (Мвами) Бурунди (16 декабря 1915 — 8 июля 1966).
В июле 1966 года принц Шарль Ндизейе (сын Мвамбутсы IV) при поддержке Мишеля Мичомберо сверг своего отца с престола и короновался под именем Нтаре V.

## Биография
В 1915 году был провозглашён королём Бурунди, являвшегося в то время колонией Германии, а затем перешедшего под контроль Бельгии.
До совершеннолетия страной правил регентский совет из представителей королевской семьи. Мвамбутса принял управление над Бурунди 28 августа 1929 года.
В годы, предшествовавшие независимости, наследный принц Луи Рвагасоре был гораздо более активным в политике, чем король. Принц Рвагасоре был радикальным националистом и близким другом Патриса Лумумбы. Однако, Рвагасоре был убит вскоре после назначения премьер-министром в 1961 году.

### Монархия в условиях крушения колониальной системы
Система образования, созданная бельгийской колониальной администрацией, готовила тутси исключительно к государственному служению и высшему образованию, в то же время хуту была отведена вся «черная работа», предписанные колониальной администрацией. Превосходство тутси в местном управлении было усилено реформами, начатыми колониальным правительством с 1926 по 1936 гг. В ходе реформы местного управления в 1926 году полномочия вождей были упорядочены и пересмотрены. Что ещё более важно, реформа устранила традиционный баланс сил, который существовал между вождями тутси и хуту. Он отменил традиционную троицу трех вождей (вождь пастбищ всегда был тутси, вождь земли довольно часто был хуту, а вождь людей обычно был тутси) и передал власть в руки одного могущественного тутси главный. Новые могущественные вожди тутси были продуктами колониальных школ. Наконец, введение в 1936 году местных трибуналов во главе с единым вождем тутси с централизованной властью закрепило гегемонию тутси над местным правительством. Реформы, централизовавшая полномочия вождей при колониальной администрации в Бурунди, подорвали власть и авторитет Мвами (короля) назначать или увольнять вождей. Это послужило основой для конфликта между монархией и колониальной администрацией.
В целом, колониализм принес «глубоко укоренившееся подчинение и перепрограммирование местных жителей — то, что можно назвать колонизацией ума».
До 1959 года и в доколониальный век королевств не было ни одной вспышки организованного насилия между двумя социальными группами ни в одной из двух стран [то есть Руанда и Бурунди]. Именно быстро растущая сила этнизации и поляризации, созданная колонизаторами и постколониальной политикой этнополитической элиты власти с обеих сторон, привела к демонизации и дегуманизации соответствующей противоборствующей группы. И в [Руанде, и в Бурунди] неоднократно происходили массовые убийства, которые затрудняли любое мирное политическое решение и в конечном итоге это становились невозможными.
Этническая ненависть между меньшинством тутси и большинством хуту, возникшая в колониальную эпоху, разразилась в результате открытого конфликта и насилия в 1961 году после убийства принца Луи Рвагасоре, лидера националистической и роялистской политической партии «УПРОНА» («Союз за национальный прогресс»).
Партия «УПРОНА» во главе с принцем Рвагасорем призвала к самоопределению Бурунди. С другой стороны, Общий фронт (ХДС, «Христианско-демократическая партия») во главе с двумя братьями Жан-Батист Нтиндендереза и Иосифом Бирори (сыновья Бараньянка, влиятельного вождя тутси и соперника короля Мвамбутсы IV) решительно поддерживал колониальную администрацию Беольгии и хотели отложить объявление независимости Бурунди из-за страха разорвать отношения с бельгийцами. Поэтому неудивительно, что когда «УПРОНА» во главе с принцем Рвагасорем одержала убедительную победу на выборах под руководством ООН в сентябре 1961 года, через месяц принц Рвагасоре был быстро убит человеком греческого происхождения, который считался приспешником клана Бараньянка.
В 1959 году король Мвамбутса IV призвал Бурунди к самоопределению от Бельгии. Призыв к немедленному самоопределению вызвал раскол в бурундийской аристократии, которая была перенесена в период формирования политической партии и призыва к самоуправлению.
1962 год явился поворотным пунктов в истории государства Бурунди. Страна добилась ликвидации бельгийского колониального режима и завоевал политическую независимость.
Хотя и не в такой степени, как в Руанде, бельгийский колониализм в Бурунди в некоторой степени повысил значение этнического различия тутси/хуту. Начиная с 1965 года (с убийства премьер-министра Нгендандумве руандийским беженцем тутси), разделение между хуту и тутси стало доминирующей линзой, через которую стал рассматриваться политический конфликт в Бурунди. Последующие события в соседней Руанде ещё больше кристаллизовали бурундийский конфликт вокруг этнической принадлежности. Растущее возмущение бурундийских хуту доминированием тутси после обретения независимости было вызвано ситуацией в Руанде, в то время как меньшинство бурундийских тутси начало опасаться распространения руандийской революции «власть хуту» на Бурунди.
В условиях слабости демократических институтов в период первых лет независимости, король-тутси Мвамбутса IV сформировал конституционную монархию, состоявшую из равного числа представителей хуту и тутси. Убийство премьер-министра хуту Пьера Нгендандумве в 1965 году вызвало серию дестабилизирующих восстаний хуту и последующих правительственных репрессий. Это было частично ответ на «социальную революцию» в Руанде 1959—1961 годов, когда руандийские тутси стали жертвами массовых убийств. В Бурунди тутси приняли на себя обязательство обеспечить такую атмосферу, чтобы они не постигли той же участи, и значительная часть государственных органов, военных и полицейских сил страны стала контролироваться тутси.
В отличие от Руанды, которая в годы холодной войны вступила в союз с Соединёнными Штатами, Бурунди после обретения независимости присоединилась к Китаю.
Действительно, тутси в Бурунди контролировали политическую власть и вооруженные силы. Первоначальный раскол в среде бурундийской аристократии и политическая напряженность, возникшая в период обретения политической независимости (между 1960 и 1962 гг.), не привели к насилию или массовым убийствам тутси и хуту, как это было в Руанде в 1959 году. Однако раскол в среде аристократии Бурунди и политическая конкуренция между «УПРОНА» («Союз за национальный прогресс») и ХДС («Христианско-демократическая партия») (вызванная манипуляциями бельгийской колониальной администрации) привела к раннему политическому конфликту между тутси и хуту в Бурунди.
Хотя этнический состав Бурунди похож на этнический состав Руанды (85 % хуту, 14 % тутси, 1 % тва), и судьбы двух стран неразрывно связаны, Бурунди заметно отличается от Руанды в том, что до обретения независимости Бурунди в 1962 году традиционное различие между тутси и хуту не было основой политической мобилизации. В Бурунди хуту и тутси были объединены общей верностью и поддержкой монархии. Члены аристократии ганва служили губернаторами провинций, управляя различными районами Бурунди от имени короля. Политическая конкуренция произошла между княжескими кланами, которые вместе составляли ганву, и претенденты на монархическую власть опиралась как на тутси, так и на хуту. Отчасти как следствие этой исторической закономерности, в колониальный период бельгийцы в Бурунди больше полагались на солидарность и деление внутри клановой системы, чем на различие тутси/хуту. В Руанде, напротив, бельгийцы сосредоточились на разделении между тутси и хуту, повысили авторитет и власть тутси и эффективно управляли ими.
В 1962 году Урунди был официально отделен от Руанда-Урунди и стал Королевством Бурунди, получив независимость 1 июля 1962 года. Конституция, принятая в ноябре 1961 года, наделила короля обширной исполнительной властью, а законодательная власть была передана парламенту.
Король Мвамбутса IV руководил страной, раздираемой разными политическими фракциями принципом «разделяй и властвуй». Мвами пытался сохранить баланс сил между представительством хуту и тутси в период последовательных правительствах, которые он сформировал между 1963 и 1965 годами. В этот период общая ситуация в Бурунди ещё больше усугубилась, породив страх среди тутси и чувство разочарованного ожидания среди хуту. Результатом стало растущая спираль общинного насилия и растущее отчуждение всех главных сторонников от монархии.
После обретения страной независимости в 1962 году Мвамбутса IV стал первым главой независимого государства Бурунди и одним из немногих традиционных монархов, сохранивших трон в новых африканских государствах (последний король соседней Руанды Кигели V был отстранён от власти ещё в 1961 году, за год до получения независимости). В то же время его правление ознаменовалось конфликтом между двумя основными этническими группировками — составлявшими большинство населения хуту (уже пришедшими к власти после свержения монархии в соседней Руанде) и тутси, к которым, как и в Руанде, принадлежала королевская семья и большая часть политической элиты. При этом политическая борьба между хуту и тутси велась в рамках единой созданной Рвагасоре партии «Союз за национальный прогресс» («УПРОНА»), оставшейся у власти в независимом Бурунди. Фигура Рвагасоре, объединявшая хуту и тутси, позволила Мвамбутсе IV удержать престол. В июне 1963 года король назначил премьер-министром представителя хуту Пьера Нгендандумве, который был убит 15 января 1965 года беженцем-тутси из Руанды через три дня после того, как Мвамбутса IV попросил его сформировать национальное правительство. Весьма примечательно, что про-пекинская фракция тутси выступало против назначения Нгендандумве на должность премьера.
Встревоженный ухудшающейся ситуацией, король назначил новые выборы в законодательные органы в мае 1965 года.
Правящий «Союз за национальный прогресс» («УПРОНА») без руководства харизматического принца Луи Рвагасоре раскололся на этнические группировки, что отражало глубокие этнические подозрения и опасения, которые поляризовали бурундийское общество в целом; профсоюзы, студенческие организации и другие органы гражданского общества были аналогичным образом расколоты.
Несмотря на то, что кандидаты хуту выиграли 23 из 33 мест, король Мвамбутса IV отстранил от власти премьер-министра-хуту Жозефа Бамину и назначил главой правительства аристократа-тутси Леопольда Биа.
Из-за того, что монархия отказалась признать завоевания кандидатов хуту на выборах в законодательный орган страны 19 октября 1965 года состоялась неудачная попытка государственного переворота, предпринятой солдатами и полицейскими из числа хуту, которые атаковали дворец короля и резиденцию премьер-министра и жестоко подавленной тутси под руководством главы территориальной охраны капитаном Мишелем Мичомберо (во время атаки хуту был серьёзно ранен премьер-министр Леопольд Биа). Король Мвамбутса IV покинул страну и через соседнее Конго выехал в Швейцарию. Мятежники были окружены и сдались. 28 октября 9 руководителей заговорщиков расстреляны, среди них — председатель Национального собрания Э. Букуми, министр экономики П. Бурарме. Действия правительства в последующие месяцы вызвали интерес ряда международных организаций, которые выразили обеспокоенность тем, что правительство систематически подавляет население хуту.
Помимо уничтожения всего первого поколения военных офицеров и политических лидеров хуту, «примерно 5000 мирных жителей хуту погибли в одной только столице (Бужумбура) от рук местных групп гражданской обороны, организованных под надзором [тутси] армии и губернатора». В отместку около 500 мирных жителей тутси были убиты хуту, и полковник Мичомберо спровоцировал кровавую чистку хуту из сил безопасности, ликвидировав небольшую элиты, образованной хуту, которая не смогла бежать в изгнание, и организовав массовые убийства крестьян хуту по всей территории страны. Монархия Бурунди, когда-то объединявшая умеренных тутси и хуту, больше не могла поддерживать статус-кво или препятствовать ухудшению отношений между двумя этническими общинами, поскольку её авторитет был сильно подорван.
В январе 1966 года правительство Бурунди выслало американского посла Дональда А. Дюмонта и двух его главных помощников, утверждая, что они поддерживали ненадлежащие контакты с лицами, совершившими попытку переворота. Правительство Соединённых Штатов отвергло эти обвинения и запросило доказательства неправомерного поведения, которые были предложены властями Бурунди. Такие доказательство никогда не были представлены властями Бурунди.

### Дворцовый переворот. Воцарение Нтаре V (июль 1966)
В марте 1966 года Мвамбутса IV поручил регентство своему младшему сыну Шарлю Ндизейе, а 8 июля 1966 года был свергнут в результате организованного уже тутси (недовольными лавированием короля между двумя этническими группами и стремившимися полностью отстранить хуту от власти) во главе с Мишелем Мичомберо (начальником штаба армии) переворота в пользу сына, принявшего имя Нтаре V и, в свою очередь, свергнутого тем же Мичомберо, провозгласившим республику, в ноябре того же года.

### Смерть в эмиграции
Обосновавшись в Женеве, бывший король Мвамбутса не проявлял никакого интереса к политическим вопросам в Бурунди. Умер 26 апреля 1977 года от инфаркта в Женеве, пережив убитого при попытке вернуть трон Нтаре V на пять лет. Награждён медалью за отвагу за заслуги перед родиной и за антиколониальную борьбу.
В 2010 году его останки были эксгумированы в Швейцарии по просьбе правительства Бурунди, а в апреле 2012 года правительство Бурунди попросило власти Швейцарии вернуть останки короля, в рамках празднования 50 годовщины независимости страны в процессе национального примирения. Члены семьи Мвамбутсы во главе с его старшей дочерью Розой Паулой Ирибагизой, и в частности его племянница, принцесса Эстер Каматари, выступают против перезахоронения монарха.
В ноябре 2016 года швейцарское правосудие подтвердило повторное перезахоронение Мвамбутсы IV на кладбище Мейрин. Церемония состоялась 30 июня 2017 года в присутствии его племянницы, принцессы Эстер Каматари.

## В литературе
Упоминается в книге Андре Дави «По Нилу на каяках» (фр. André Davy. Le Nil : Première descente en kayak... Préface de Jean Laporte. Edité par Julliard (1957, русское издание — 1962).